# Англійська партія (Греція)
Англійська партія (грец. Αγγλικό Κóμμα) — одна з трьох ранніх грецьких неформальних партій, що домінували за часів ранньої політичної історії сучасної Греції. Іншими двома панівними партіями були Російська та Французька.

## Історія
Зазначені партії представляли в Греції інтереси трьох великих держав відповідно (Велика Британія, Франція та Російська імперія). Керівники партій розраховували на допомогу з боку цих країн в економічному й територіальному сенсі.
Датою створення партії можна вважати червень 1825 року, коли деякі лідери визвольної війни за наполяганням князя Маврокордатоса та Георгіоса Кунтуріотіса підписали листа, в якому оголосили, що Греція віддає себе під захист Сполученого Королівства.
Партія не мала достатньої підтримки в материковій частині країни, але була дуже сильною серед фанаріотів і багатих судновласників з Егейських островів.
Безперечним лідером Англійської партії був князь Александрос Маврокордатос. Партія почала різко втрачати вплив одразу по його смерті 1855 року.

## Лідери партії
Оскільки партія була фактично неформальною групою, то офіційних лідерів вона не мала. Втім серед її керівників можна відзначити таких явних лідерів, що залишили слід у грецькій історії:
- Спиридон Трикупіс
- Александрос Маврокордатос
- Антоніос Криєзіс